# Přemysl Janýr mladší
Přemysl Janýr mladší (* 18. prosince 1949 Praha) je český politický aktivista, publicista, signatář Charty 77 a představitel českého exilu.
Jeho otcem byl sociální demokrat Přemysl Janýr starší. Přemysl Janýr mladší maturoval roku 1968, a tomtéž roce jeho otec odešel do exilu. Přemysl Janýr mladší byl pro své názory vyloučen ze studia žurnalistiky, byl perzekvován státem a v červenci 1978 s manželkou emigroval do Vídně. Podnikal v oboru IT, dnes v důchodu. Zároveň se věnuje politické a publicistické práci.